# Mesost

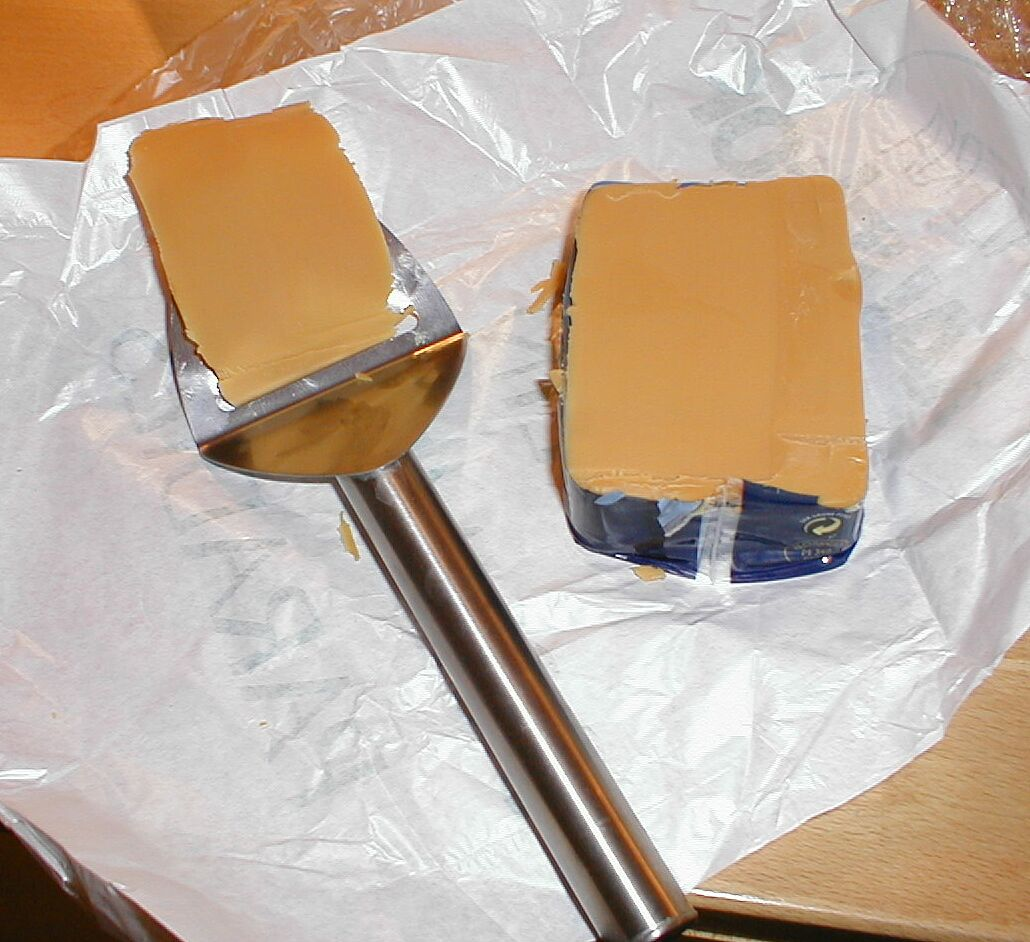
Mesost.

Mesost eller brunost är en ost som tillverkas av vassla från mjölk av ko, get eller får. Vasslan indunstas och mjölksockret kristalliseras under kraftig omrörning. Sist tillsätts mjölkfett.
Brunosten är fast och skivbar med en sötsyrlig smak. Den tillverkas främst i Norge (norska: brunost eller mysost) men också i Jämtland och Härjedalen.
Mesost är rik på järn och vitamin B2.
Produkter tillverkade av vassle är kända från 1400-talet då man kokade in vassle till en söt, mager massa på gårdar och fäbodar. Den fetare produkten som vi känner idag började tillverkas i mitten av 1800-talet.
Ordet mesost är belagt sedan 1734; till svenska dialektala mesa, misa "ostvassla", motsvarande norska och isländska mysa.